# 全国高等学校野球選手権福島大会
全国高等学校野球選手権福島大会（ぜんこくこうとうがっこうやきゅうせんしゅけんふくしまたいかい）は、福島県で開催されている全国高等学校野球選手権大会（夏の甲子園）の地方大会。

## 前史
1916年（第2回大会） - 1972年（第54回大会）は東北大会に編成されていた（ただし、第27回大会は地方大会も中止、第40回・第45回・第50回大会は一府県一代表が認められた記念大会）。
福島県勢の東北大会優勝回数は8回にとどまった。全国大会出場を他府県勢に阻止された回数については、滋賀県勢の50回、三重県勢・徳島県勢の42回に次いで4番目に多い41回に上る。

## 使用球場
- 県北地区
  - 福島県営あづま球場　
  - 福島市信夫ヶ丘球場
- 県中地区
  - 郡山市営開成山野球場（ヨーク開成山スタジアム）
  - しらさわグリーンパーク野球場（楽天イーグルスグリーンパーク本宮）
- いわき地区
  - いわきグリーンスタジアム
  - 平野球場
- 県南地区
  - 白河グリーンスタジアム
  - 表郷天狗山球場
- 会津地区
  - あいづ球場
  - 鶴沼球場

上記のうち7球場を使用、メイン球場はあづま球場・開成山野球場・いわきグリーンスタジアムを持ち回りで使用。1999年から移動による選手の体力消耗を考慮し、対戦カード決定後に1・2回戦の日時・球場を決定する「球場後日決定方式」が採用されている。1・2回戦は5地区5球場で行われ、同地区同士の対戦は地元の球場（使用球場の無い相双地区同士の対戦はいわき・県北地区の球場）を使用、その他の試合の会場は秋季・春季大会の成績に応じたポイントにより決定される。2003年から3回戦は5地区6～7球場（対戦カードにより変動）で行い、1・2回戦と同方式で使用球場が決定されるようになった。4回戦（2002年までは3回戦）以降の試合はメイン、サブメインの2地区4球場で行う。1998年までは同4球場で1回戦からの全試合が行われていた。

## 大会結果
| 年度（大会）          | 校数 | 優勝校   | 決勝スコア | 準優勝校   | 備考       | 全国大会 |
| --------------------- | ---- | -------- | ---------- | ---------- | ---------- | -------- |
| 1958年（第40回大会）  | 41   | 福島商   | 4 - 3      | 川俣       |            | 初戦敗退 |
| 1963年（第45回大会）  | 54   | 磐城     | 6 - 0      | 福島商     |            | 3回戦    |
| 1968年（第50回大会）  | 60   | 磐城     | 6 - 4      | 福島商     |            | 初戦敗退 |
| 1973年（第55回大会）  | 60   | 双葉     | 2 - 1      | 学法石川   |            | 初戦敗退 |
| 1974年（第56回大会）  | 61   | 福島商   | 1x - 0     | 学法石川   | 延長10回   | 初戦敗退 |
| 1975年（第57回大会）  | 61   | 磐城     | 4 - 0      | 白河農工   |            | ベスト8  |
| 1976年（第58回大会）  | 61   | 学法石川 | 2x - 1     | 郡山西工   |            | 初戦敗退 |
| 1977年（第59回大会）  | 63   | 福島商   | 4 - 0      | 小野       |            | 3回戦    |
| 1978年（第60回大会）  | 66   | 郡山北工 | 3x - 2     | 安積商     |            | 2回戦    |
| 1979年（第61回大会）  | 68   | 安積商   | 10 - 1     | 福島商     |            | 初戦敗退 |
| 1980年（第62回大会）  | 69   | 双葉     | 9 - 0      | 学法石川   |            | 2回戦    |
| 1981年（第63回大会）  | 70   | 福島商   | 4 - 1      | 安積       |            | 2回戦    |
| 1982年（第64回大会）  | 70   | 安積商   | 4 - 3      | 学法石川   |            | 初戦敗退 |
| 1983年（第65回大会）  | 72   | 学法石川 | 3 - 1      | 棚倉       |            | 3回戦    |
| 1984年（第66回大会）  | 72   | 学法石川 | 6 - 1      | 磐城       |            | 初戦敗退 |
| 1985年（第67回大会）  | 73   | 磐城     | 4 - 3      | 若松商     |            | 初戦敗退 |
| 1986年（第68回大会）  | 74   | 学法石川 | 7x - 6     | 日大東北   | 延長10回   | 初戦敗退 |
| 1987年（第69回大会）  | 76   | 日大東北 | 12 - 0     | 郡山       |            | 初戦敗退 |
| 1988年（第70回大会）  | 78   | 学法石川 | 5 - 3      | 白河実     |            | 初戦敗退 |
| 1989年（第71回大会）  | 78   | 学法石川 | 4 - 2      | 磐城       |            | 初戦敗退 |
| 1990年（第72回大会）  | 78   | 日大東北 | 3x - 2     | 磐城       |            | 2回戦    |
| 1991年（第73回大会）  | 78   | 学法石川 | 5 - 2      | 双葉       |            | 2回戦    |
| 1992年（第74回大会）  | 78   | 郡山     | 5 - 1      | 湯本       |            | 初戦敗退 |
| 1993年（第75回大会）  | 78   | 学法石川 | 7 - 1      | 東白川農商 |            | 初戦敗退 |
| 1994年（第76回大会）  | 78   | 双葉     | 4 - 2      | 福島商     |            | 3回戦    |
| 1995年（第77回大会）  | 79   | 磐城     | 6 - 3      | 郡山       |            | 初戦敗退 |
| 1996年（第78回大会）  | 80   | 日大東北 | 6 - 0      | 勿来工     |            | 初戦敗退 |
| 1997年（第79回大会）  | 81   | 日大東北 | 8 - 6      | 学法石川   |            | 初戦敗退 |
| 1998年（第80回大会）  | 83   | 日大東北 | 3 - 2      | 学法石川   |            | 初戦敗退 |
| 1999年（第81回大会）  | 82   | 学法石川 | 9x - 8     | 日大東北   |            | 初戦敗退 |
| 2000年（第82回大会）  | 83   | 福島商   | 5 - 1      | 光南       |            | 初戦敗退 |
| 2001年（第83回大会）  | 88   | 聖光学院 | 8x - 7     | 日大東北   | 延長11回   | 初戦敗退 |
| 2002年（第84回大会）  | 91   | 日大東北 | 8 - 7      | 学法石川   | 延長10回   | 初戦敗退 |
| 2003年（第85回大会）  | 93   | 日大東北 | 3 - 0      | 聖光学院   |            | 初戦敗退 |
| 2004年（第86回大会）  | 93   | 聖光学院 | 5 - 1      | 清陵情報   |            | 3回戦    |
| 2005年（第87回大会）  | 93   | 聖光学院 | 4 - 0      | 学法石川   |            | 2回戦    |
| 2006年（第88回大会）  | 93   | 光南     | 4 - 2      | 日大東北   |            | 初戦敗退 |
| 2007年（第89回大会）  | 94   | 聖光学院 | 4 - 3      | 日大東北   |            | 3回戦    |
| 2008年（第90回大会）  | 91   | 聖光学院 | 4x - 3     | 郡山商     |            | ベスト8  |
| 2009年（第91回大会）  | 89   | 聖光学院 | 5 - 3      | 東日大昌平 |            | 初戦敗退 |
| 2010年（第92回大会）  | 88   | 聖光学院 | 3 - 0      | 光南       |            | ベスト8  |
| 2011年（第93回大会）  | 87   | 聖光学院 | 4 - 0      | 須賀川     |            | 2回戦    |
| 2012年（第94回大会）  | 85   | 聖光学院 | 14 - 2     | 学法石川   |            | 2回戦    |
| 2013年（第95回大会）  | 83   | 聖光学院 | 5x - 4     | 日大東北   | 延長10回   | 2回戦    |
| 2014年（第96回大会）  | 81   | 聖光学院 | 7x - 6     | 日大東北   | 延長11回   | ベスト8  |
| 2015年（第97回大会）  | 78   | 聖光学院 | 3 - 2      | 日大東北   |            | 初戦敗退 |
| 2016年（第98回大会）  | 78   | 聖光学院 | 6 - 5      | 光南       |            | ベスト8  |
| 2017年（第99回大会）  | 78   | 聖光学院 | 5x - 4     | いわき光洋 |            | 3回戦    |
| 2018年（第100回大会） | 78   | 聖光学院 | 15 - 2     | 福島商     |            | 初戦敗退 |
| 2019年（第101回大会） | 75   | 聖光学院 | 2 - 0      | 日大東北   |            | 初戦敗退 |
| 2020年（独自大会）    | 71   | 聖光学院 | 6 - 0      | 光南       |            | -        |
| 2021年（第103回大会） | 68   | 日大東北 | 5x - 4     | 光南       |            | 初戦敗退 |
| 2022年（第104回大会） | 68   | 聖光学院 | 6 - 3      | 光南       |            | ベスト4  |
| 2023年（第105回大会） | 62   | 聖光学院 | 11x - 10   | 学法石川   | 延長10回TB | 2回戦    |
| 2024年（第106回大会） | 62   | 聖光学院 | 4 - 1      | 学法石川   |            | 初戦敗退 |
| 2025年（第107回大会） | 61   | 聖光学院 | 10 -3      | 会津北嶺   |            |          |

- 参加校数は日本高野連の発表形式に基づき、連合チームを1校としてカウント

## 放送体制
- 福島放送が開会式とメイン球場の3回戦以降の試合を中継。2013年は4回戦から、2002年までは1回戦から中継、さらに1998年まではサブメイン球場との二元中継を行っていた。また2002年・2003年は同局のホームページ上でインターネット中継も行い、2016年からは放送時間外の配信も行う。
- NHK福島放送局がテレビ・ラジオで、決勝を中継（ラジオはメイン球場の3回戦以降の試合を2012年まで、2013年は準決勝以降、2016年までと2019年は準々決勝以降を、2024年までテレビ・ラジオで準決勝以降を中継していた）。2021年はテレビで決勝のみ中継、ラジオ中継は行わない。
- ラジオ福島では2009年から決勝のみ中継（2014年・2015年・2017年はUstreamで配信、地上波は通常番組、2019年は地上波とYoutubeで同時中継、2023年の配信は準決勝・決勝が対象）。

## 特別処置
- 2011年は東日本大震災と福島第一原子力発電所事故により学校が被災し、計画的避難区域（復旧作業関係者以外の立ち入り禁止区域）に指定され、単独での練習が出来なかった双葉翔陽、富岡、相馬農業の3つの高校が「相双（そうそう）連合」として本大会に参加したが、1回戦で敗れている。また、各球場で試合当日の早朝に放射線量を測定し、毎時3.8マイクロシーベルト以上の球場はその日の試合を中止する処置をとったが実際に該当したケースは無かった。